# Bengt Hamrén
Bengt Hamrén, född 27 juli 1898 i Norsjö församling, död 17 mars 1985 i Kungsholms församling, var en svensk målare och tecknare.
Hamrén var son till provinsialläkaren Nils Hamrén och Anna Dalén och från 1949 gift med Berta Eleonora Johannesson. Han studerade vid Althins målarskola 1916-1917, vid Konstakademien 1917-1920 samt under studieresor till Tyskland, Frankrike, Italien och England. Separat ställde han ut på Gummesons konsthall 1932 och tillsammans med Carl Riise och Tore Wideryd på Konstnärshuset i Stockholm 1954. Han medverkade i ett stort antal samlingsutställningar bland annat i Norrlänningar på Göteborgs konsthall, Norrlandskonstnärer på Liljevalchs konsthall och med Svenska konstnärernas förening på Konstakademien samt med Sveriges allmänna konstförening sedan 1933. Hans konst består av stilleben, stadsbilder, interiörer, landskap och figurala kompositioner i olja, akvarell eller tempera. 
Hamrén är representerad på Moderna museet i Stockholm, Östersunds museum och Västerås konstförenings konstgalleri. Han har bland annat gjort altartavlorna i Sjötorps kyrka, Fåglaviks kapell, Varola kyrka och i Mörsils kyrka.